# Kreuzgang der Benediktinerabtei St. Matthias (Trier)

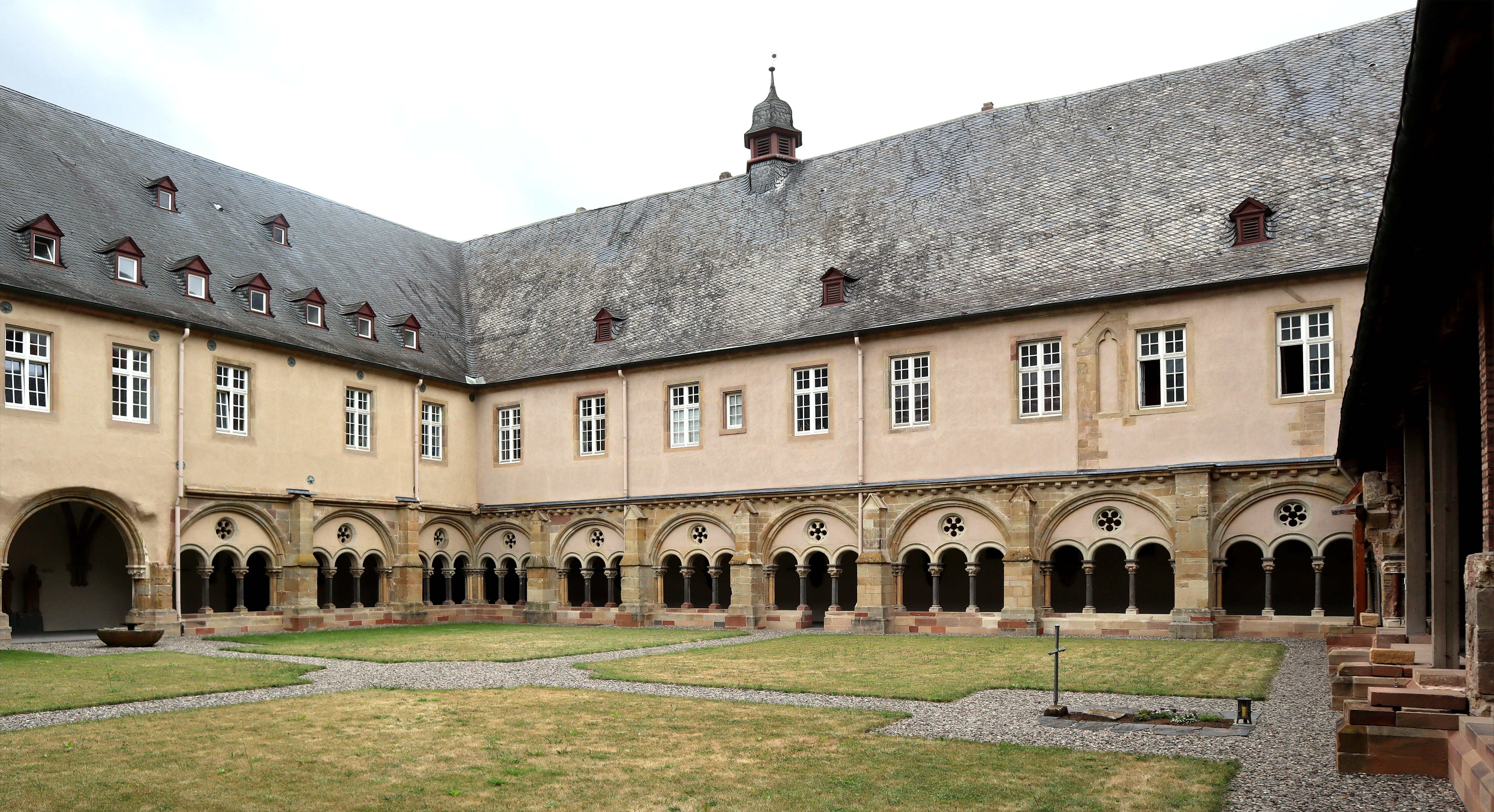
Süd- und Westflügel

Der romanische Kreuzgang der Benediktinerabtei St. Matthias in Trier, erbaut um 1220, schließt sich südlich an die Basilika der Abtei an.

## Geschichte

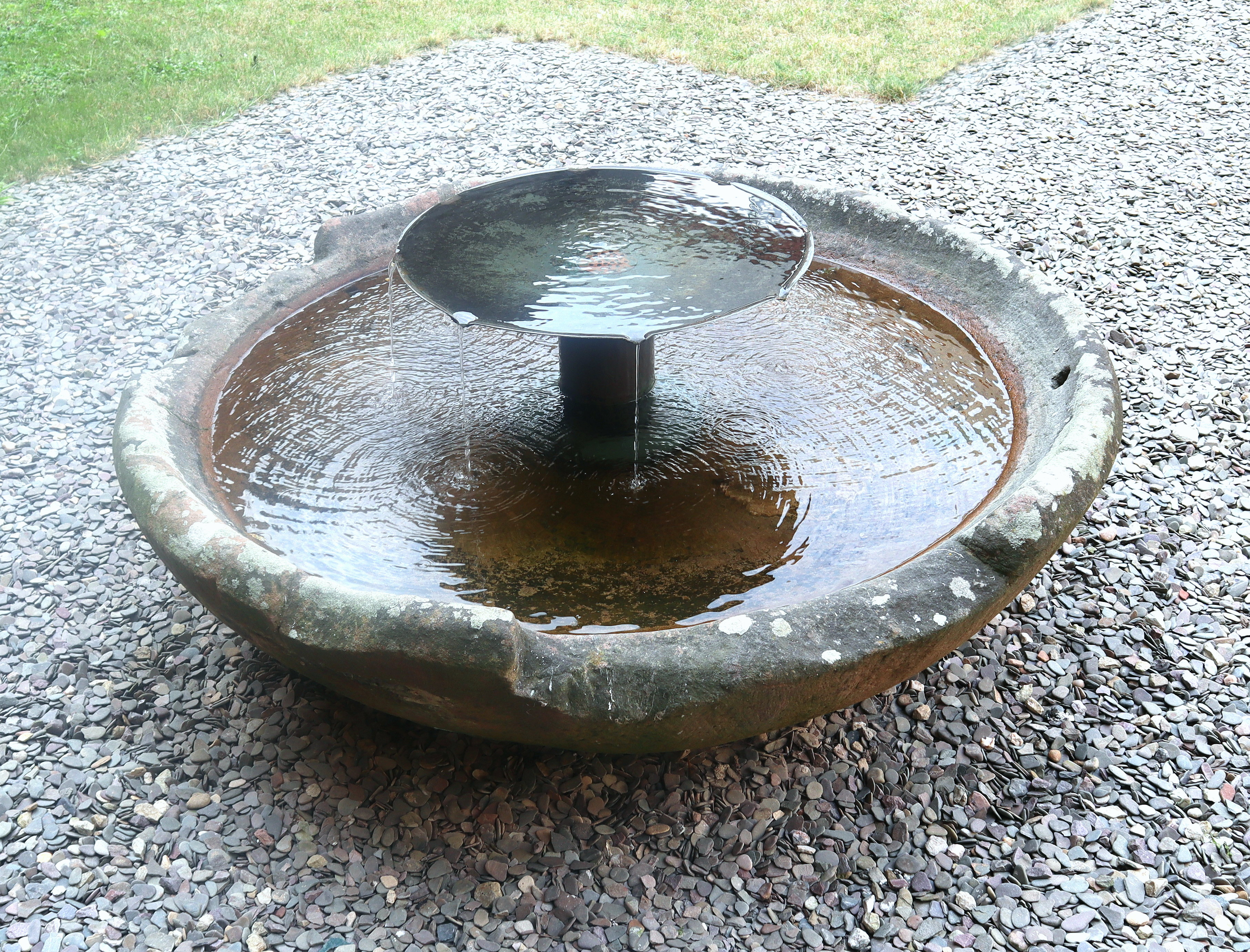
Brunnenschale am Südflügel des Kreuzgangs

Der romanische Kreuzgang wurde im Laufe der Jahrhunderte häufig umgebaut und den jeweiligen Bedürfnissen der Klosterbewohner angepasst. Dabei kam es immer wieder zu Beschädigungen oder Zerstörungen der originalen Bausubstanz. Den gravierendsten Einschnitt in der Baugeschichte brachte die Säkularisation während des napoleonischen Zeitalters. 1802 wurden das Klostergebäude sowie anliegende Gebäude als Wohn- und Wirtschaftsgebäude an den Kaufmann Christoph Philipp Nell verkauft, der den Kreuzgang für landwirtschaftliche Zwecke nutzte. So wurde beispielsweise der Ostflügel des Kreuzgangs zum Kuhstall umfunktioniert. Einerseits blieb der Gebäudekomplex durch die neue Nutzung erhalten, im Gegensatz zu anderen religiösen Bauwerken, die abgerissen wurden. Andererseits kam es jedoch in dieser Zeit zu zahlreichen Zerstörungen an der bis dahin noch erhaltenen mittelalterlichen Bausubstanz. So wurde der Nordflügel abgerissen und durch eine Mauer ersetzt, um die Trennung von Gutshof und Basilika deutlich zu machen. Ein ähnliches Schicksal ereilte die Brunnenkapelle in der Mitte des Südflügels, die einer Durchfahrt der landwirtschaftlichen Fuhrwerke im Wege stand. Von der abgerissenen Kapelle ist nur noch eine Schale aus Sandstein erhalten, die die Jahrhunderte überlebte, weil sie als Blumenschale diente. Zur Erinnerung an die ehemalige Kapelle wurde 2021 aus der Sandsteinschale ein Brunnen geschaffen, der eine gelungene Synthese aus romanischer Steinmetzarbeit und moderner Schmiedekunst darstellt.
Es dauerte bis zum 22. Oktober 1922, bis die Benediktiner wieder in St. Matthias einziehen konnten. Das Haupt des Hl. Matthias, das bis dahin im Dom aufbewahrt worden war, kehrte 1927 von dort in einer feierlichen Prozession nach St. Matthias zurück. Der spätere Papst Pius XII., damals Nuntius Kardinal Eugenio Pacelli, nahm an diesem festlichen Ereignis teil.

## Restaurierung
In der ersten Hälfte der 1950er Jahre fand die erste umfangreiche Sanierung des Kreuzgangs statt. Der Trierer Bildhauer Willi Hahn schuf, von romanischen Vorbildern inspiriert, 38 Kapitelle für den Süd- und Westflügel des Kreuzgangs. Dabei wurde er von dem Benediktinermönch Maurus Münch in theologischen Themen beraten. Es wurde ein Plan für die Motive entwickelt, nach dem alt- und neutestamentliche Szenen, die jeweils einen inhaltlichen Zusammenhang aufweisen, einander gegenüberstehen. Die neutestamentlichen Darstellungen bilden hauptsächlich Stationen aus dem Leben Christi ab, während die jeweils gegenüberliegende Seite einen Bezug zum Alten Testament herstellt.

### Kapitelle von Willi Hahn

#### Beispiele alttestamentlicher Motive

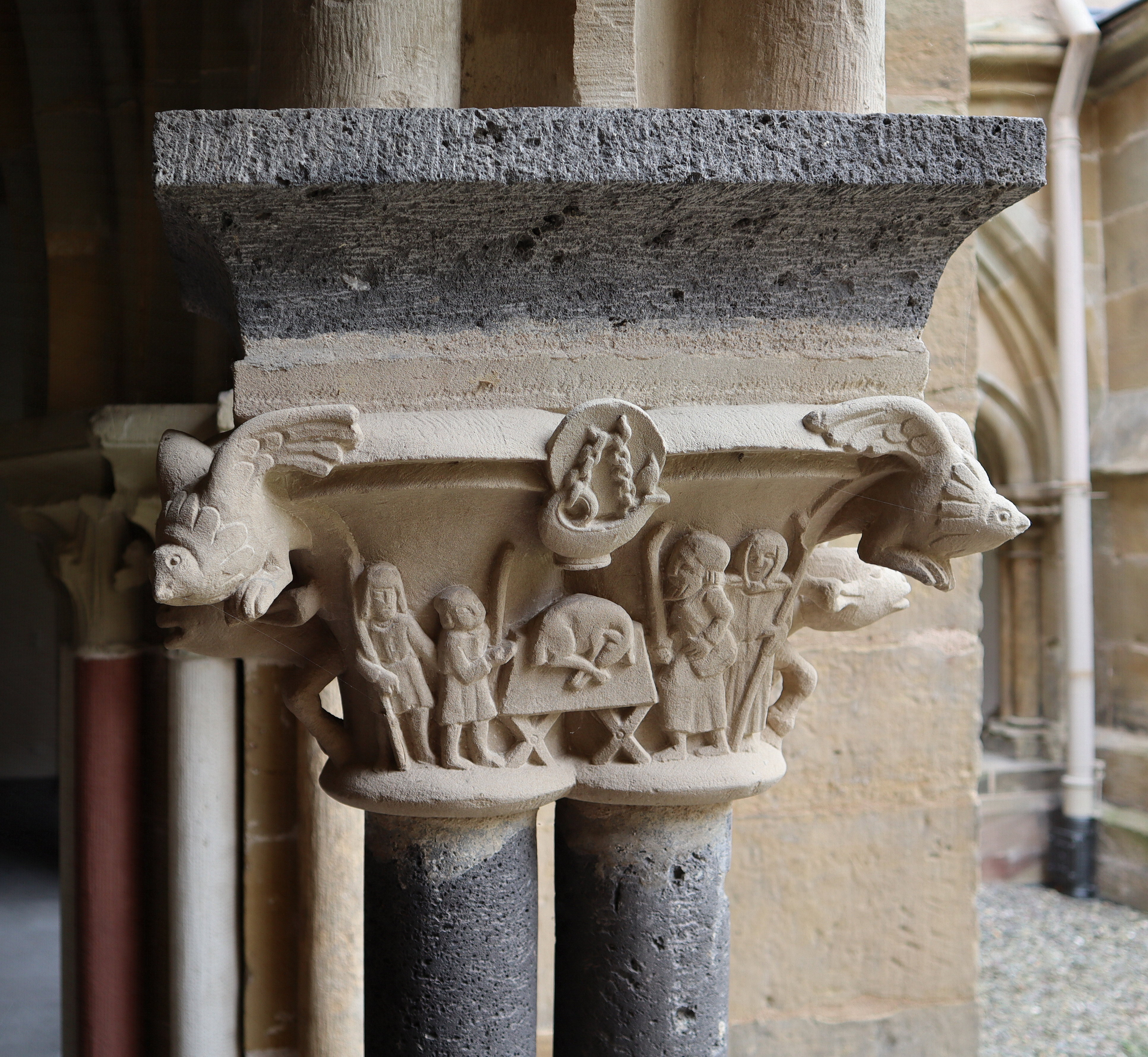
Das Paschamahl vor dem Exodus der Israeliten aus Ägypten
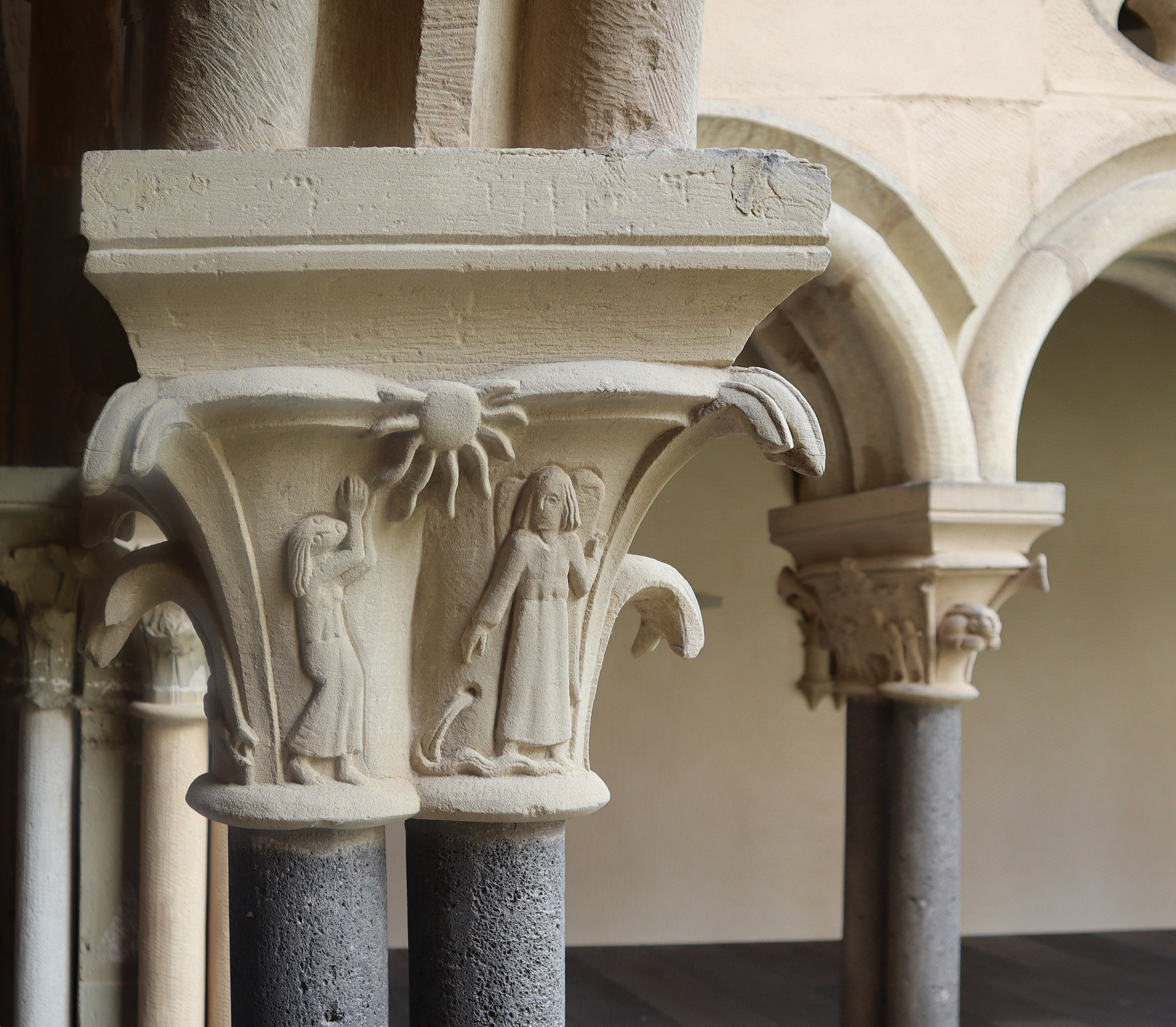
Die verdurstende Hagar wird von einem Engel gerettet, der ihr eine Quelle zeigt
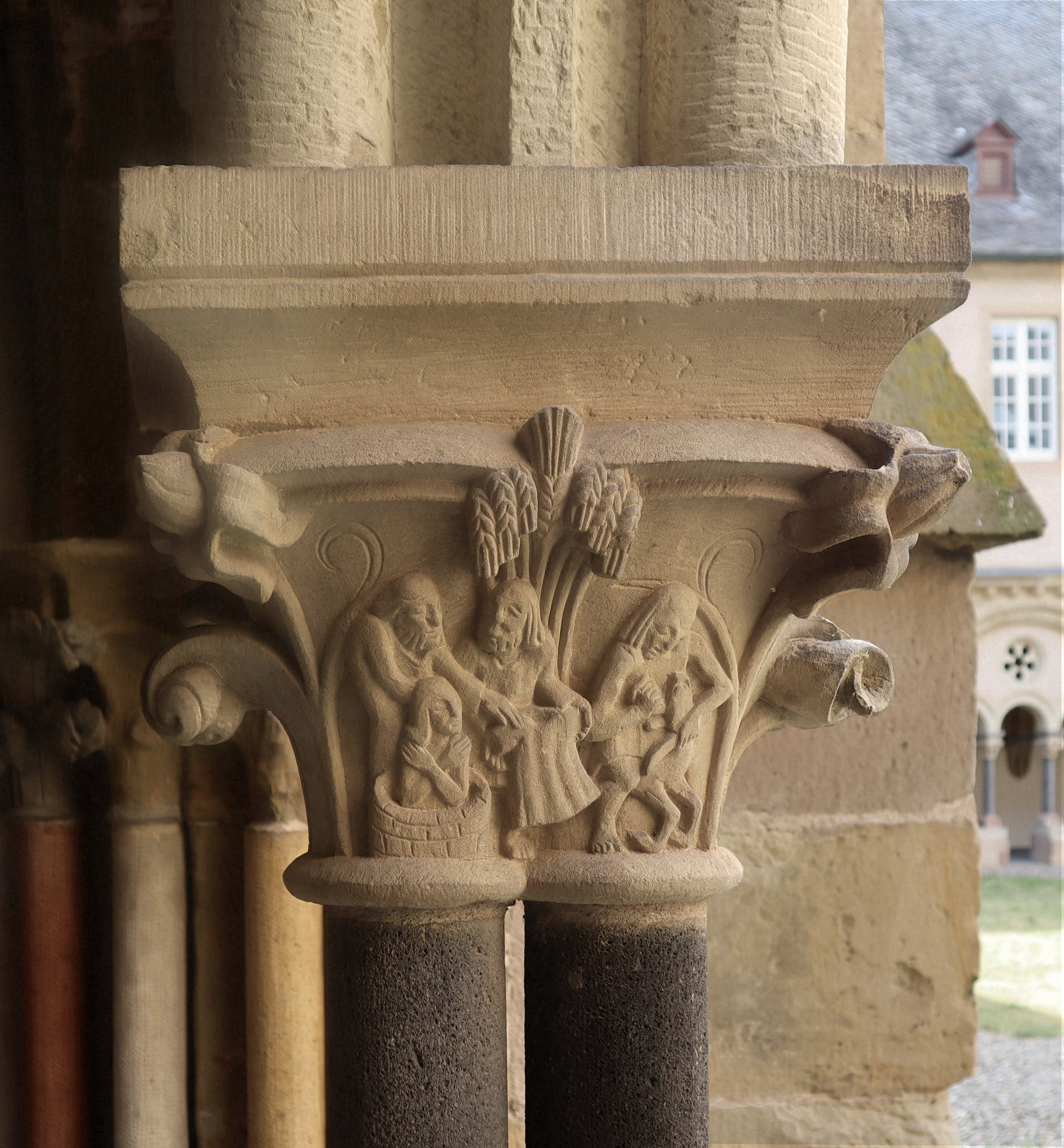
Die Josefsgeschichte der hebräischen Bibel
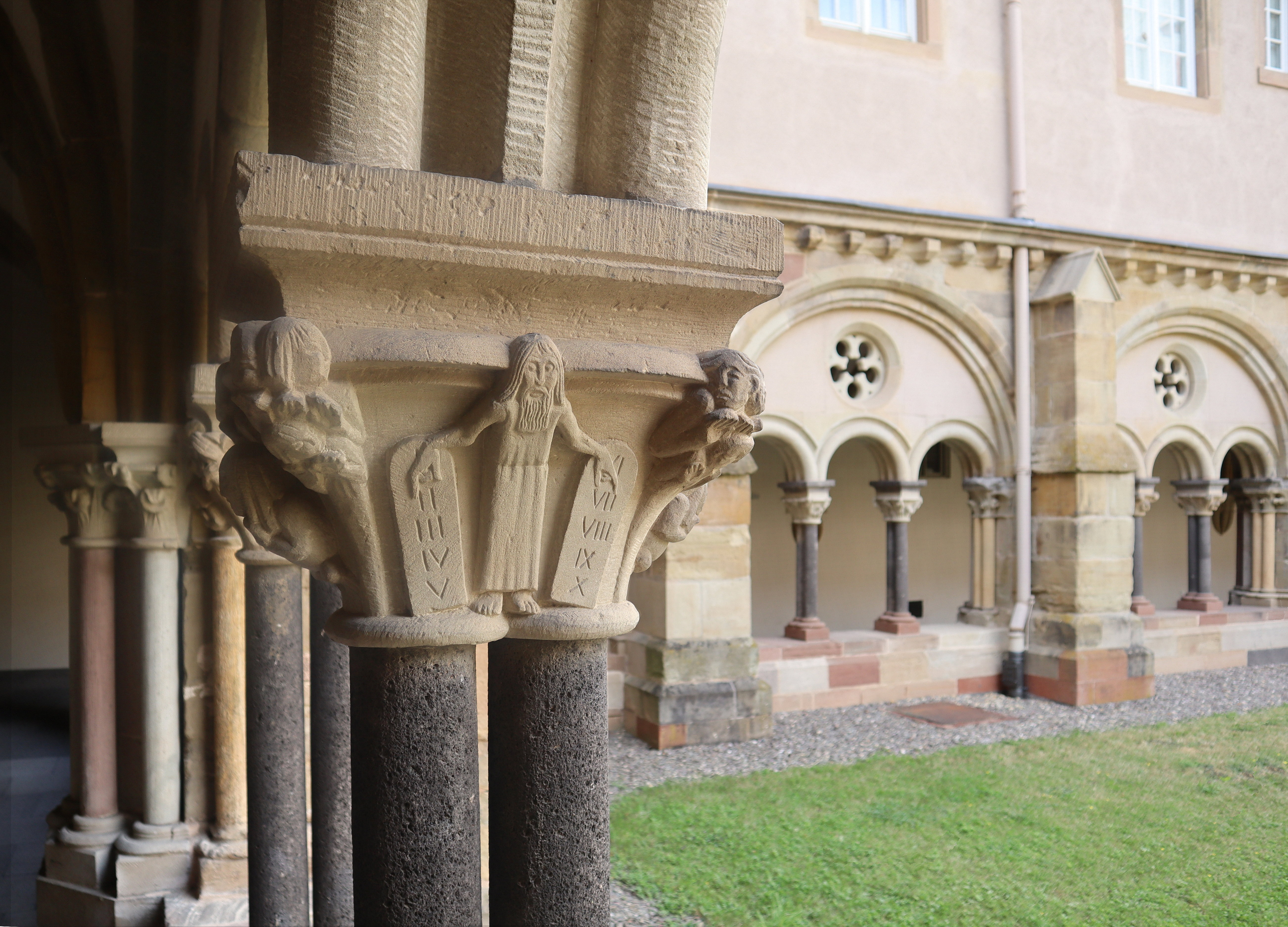
Mose mit den beiden Gesetzestafeln
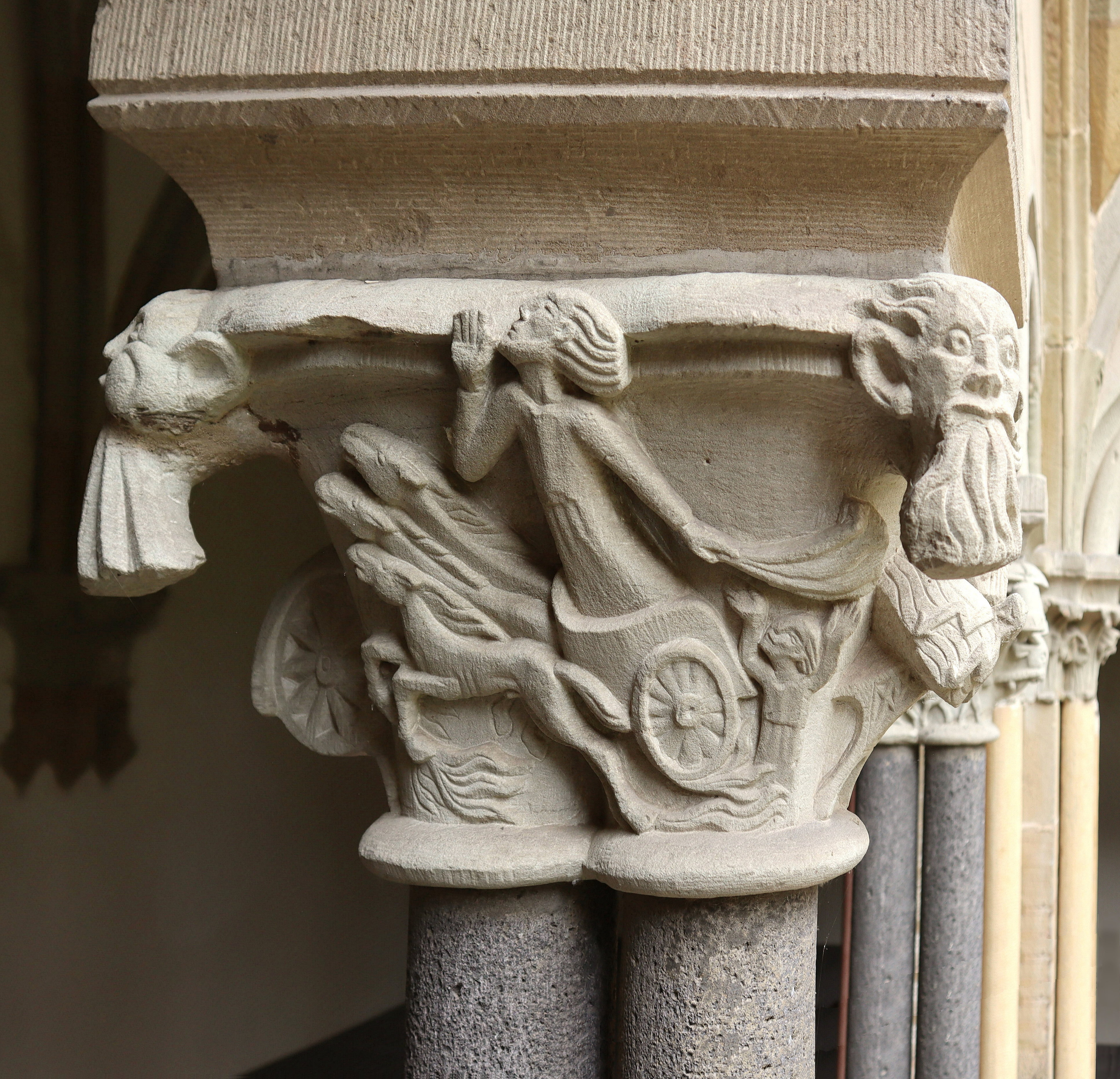
Der Prophet Elija fährt im Streitwagen gen Himmel
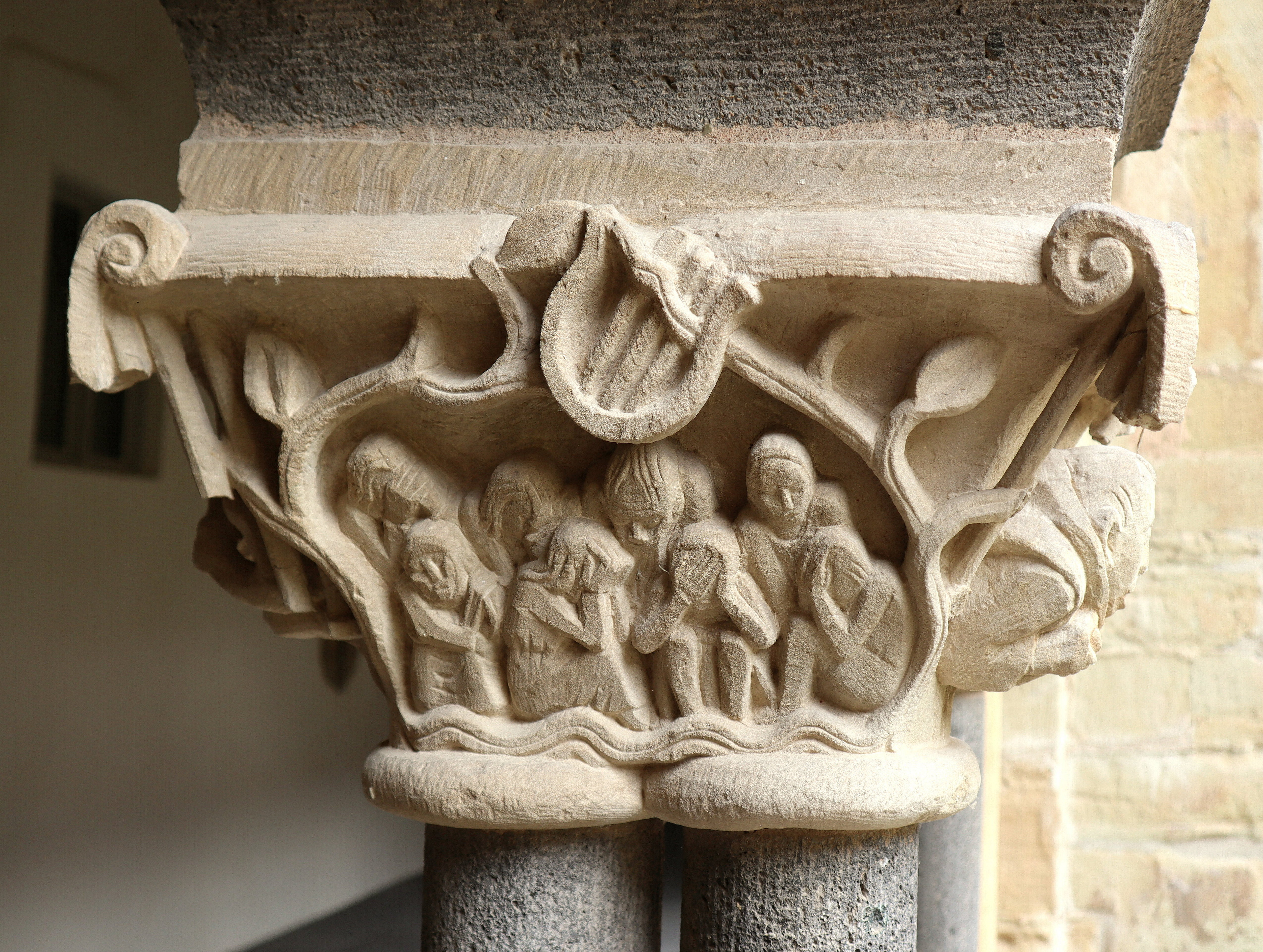
Trauernde Israeliten im Babylonischen Exil

#### Beispiele neutestamentlicher Motive

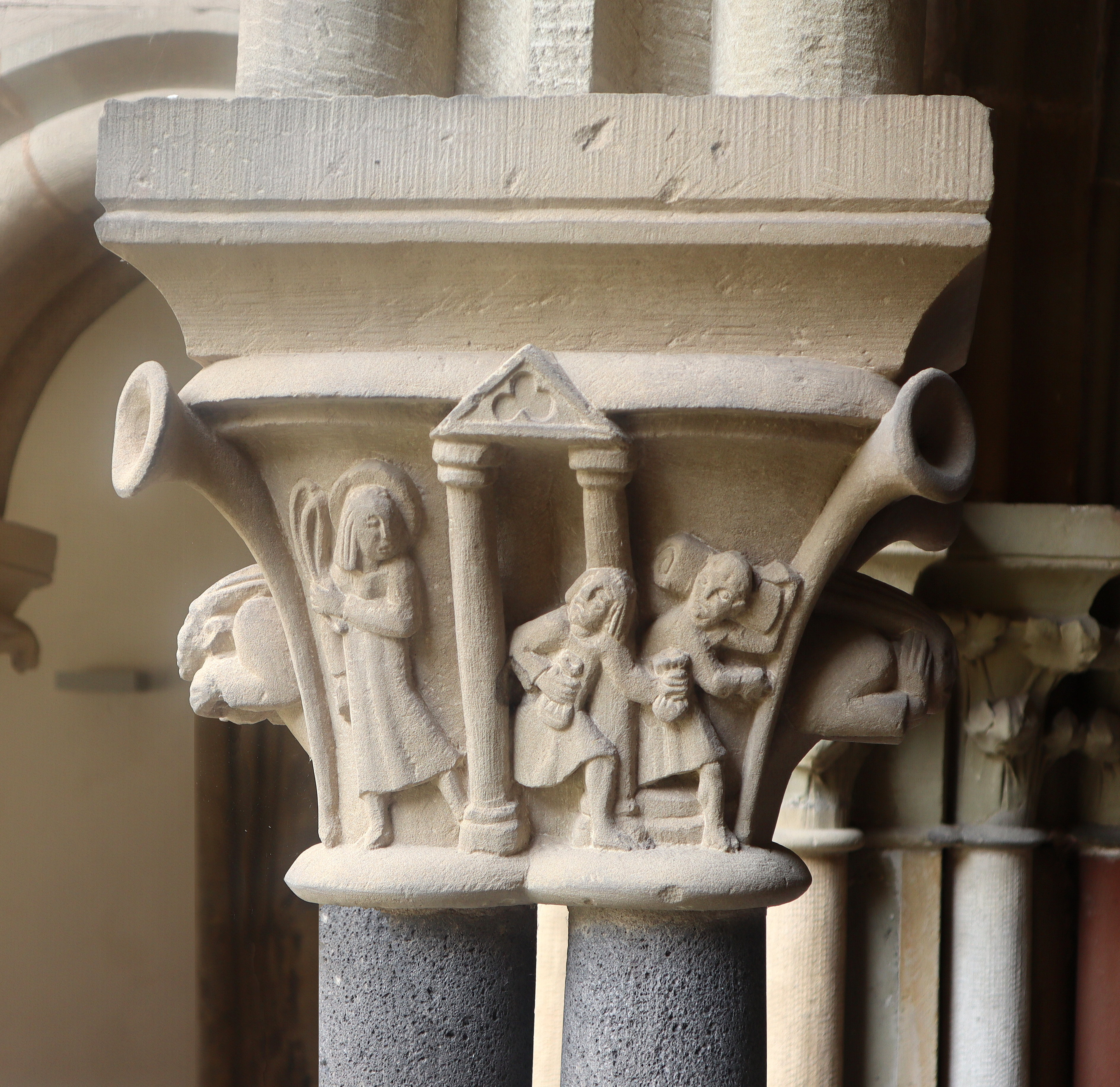
Jesus vertreibt die Händler aus dem Tempel
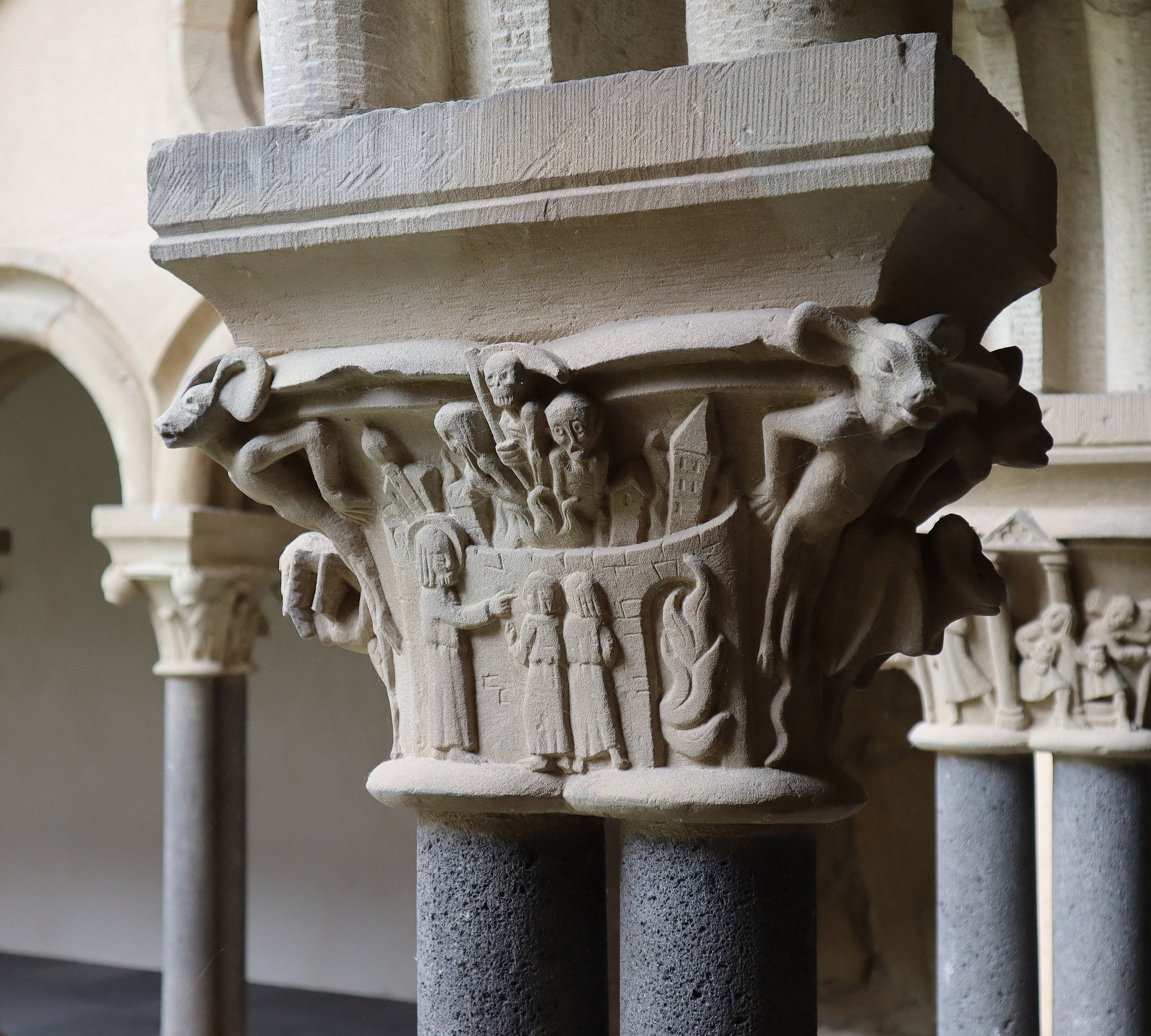
Jesus mit zwei seiner Jünger weist auf die Vergänglichkeit eines Tempels hin
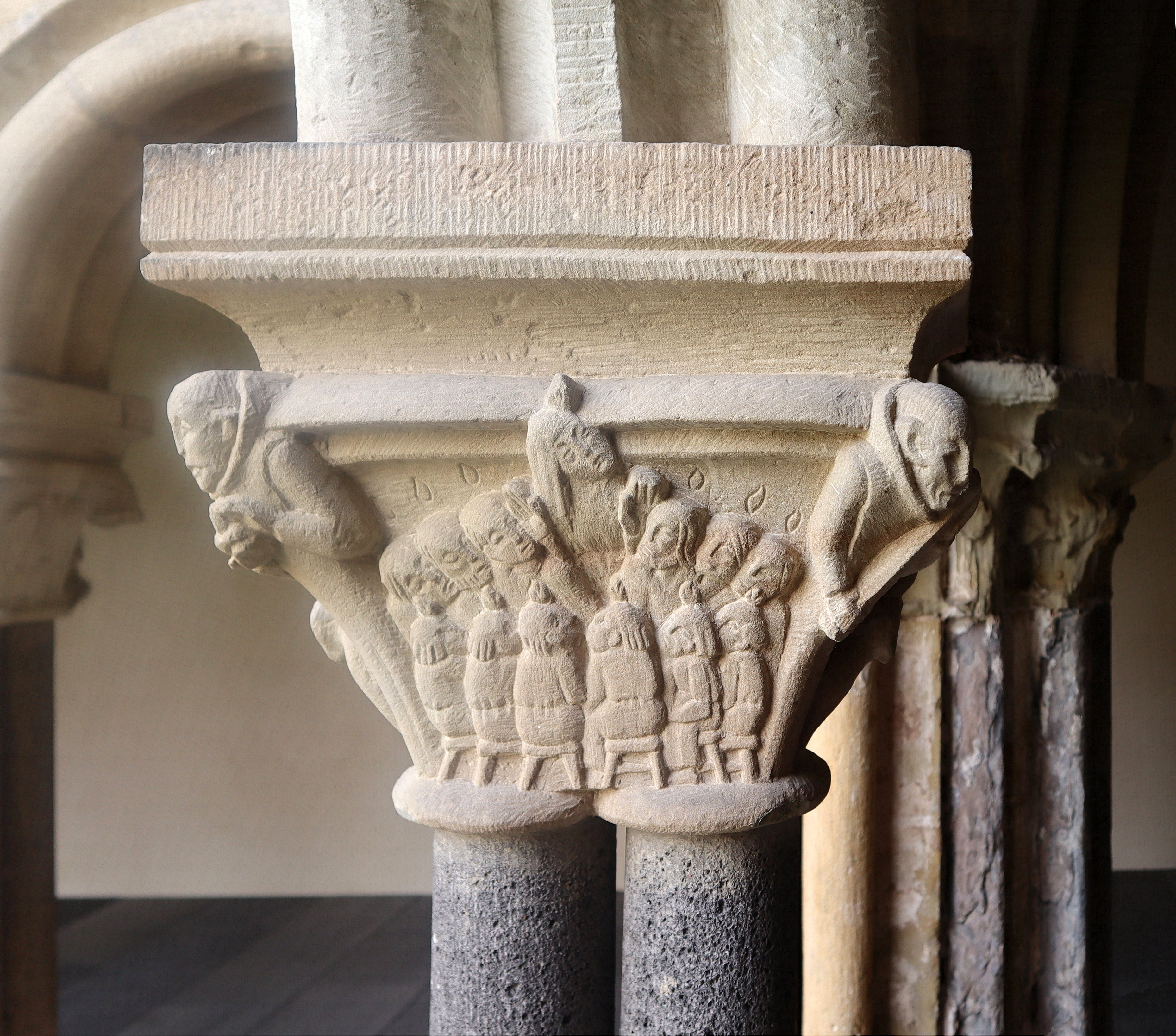
Muttergottes mit zwölf Aposteln beim Gebet
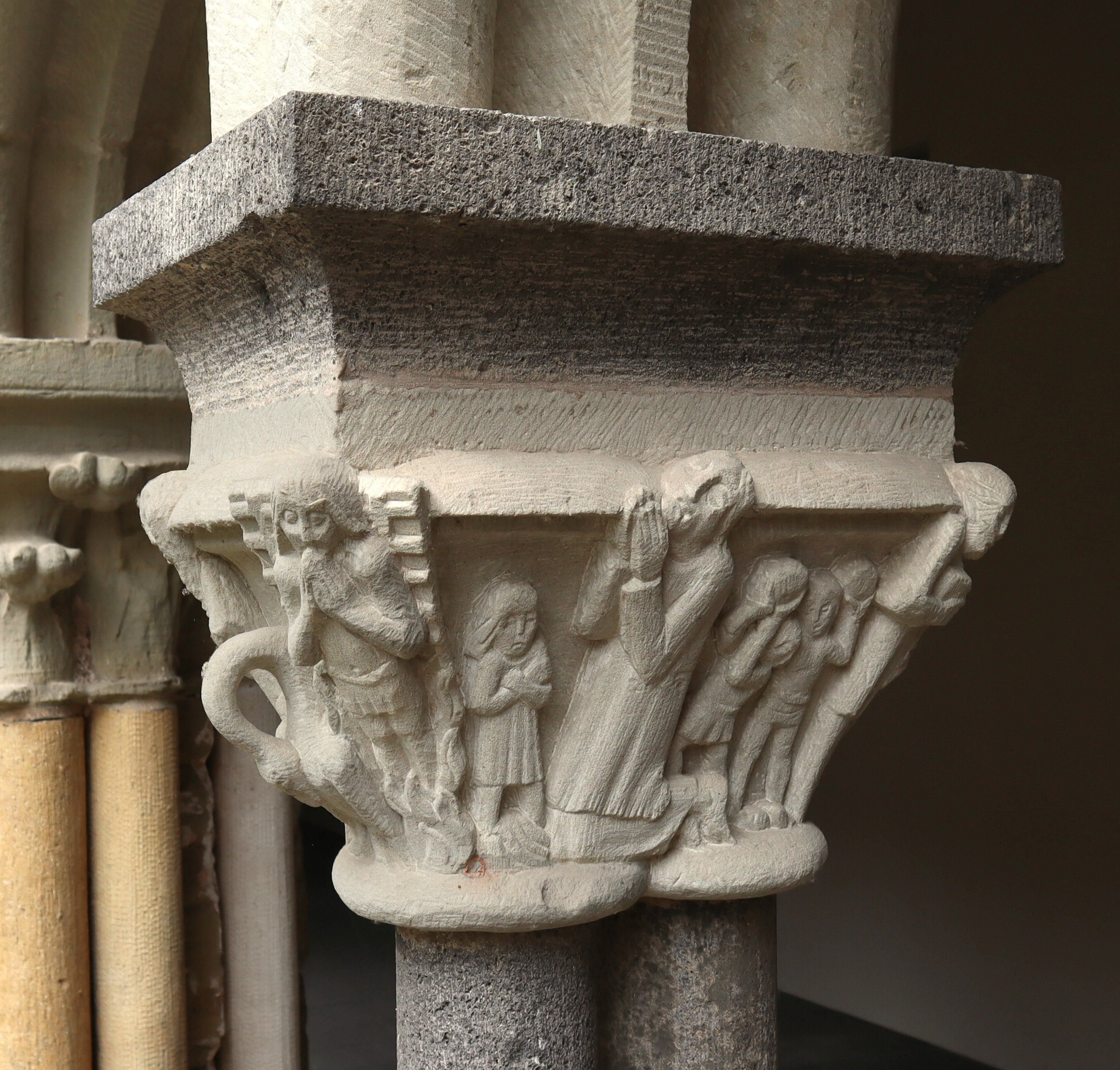
Der heilige Stephanus betet für seine Feinde, links der heilige Laurentius wird auf dem Rost verbrannt
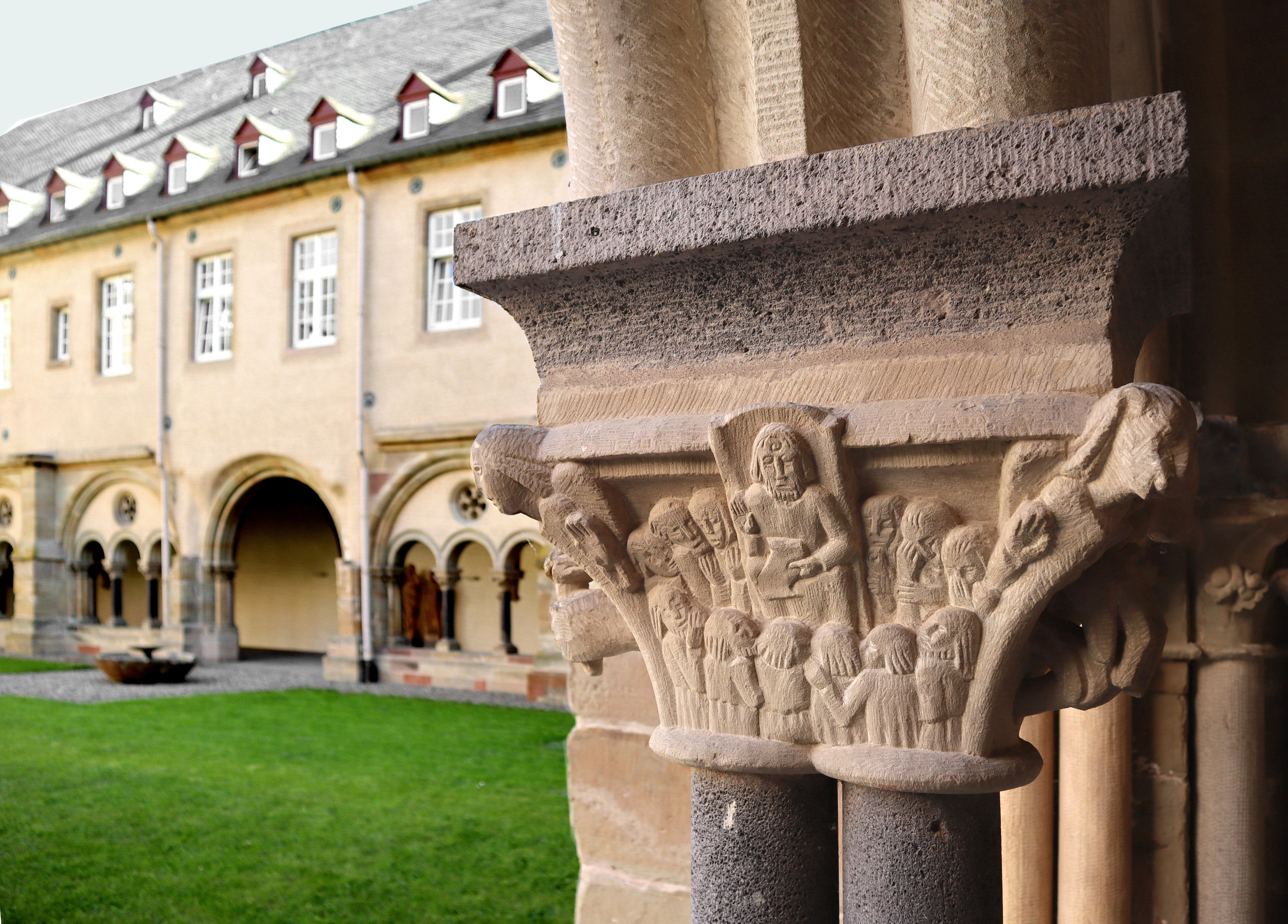
Jesus inmitten seiner zwölf Apostel
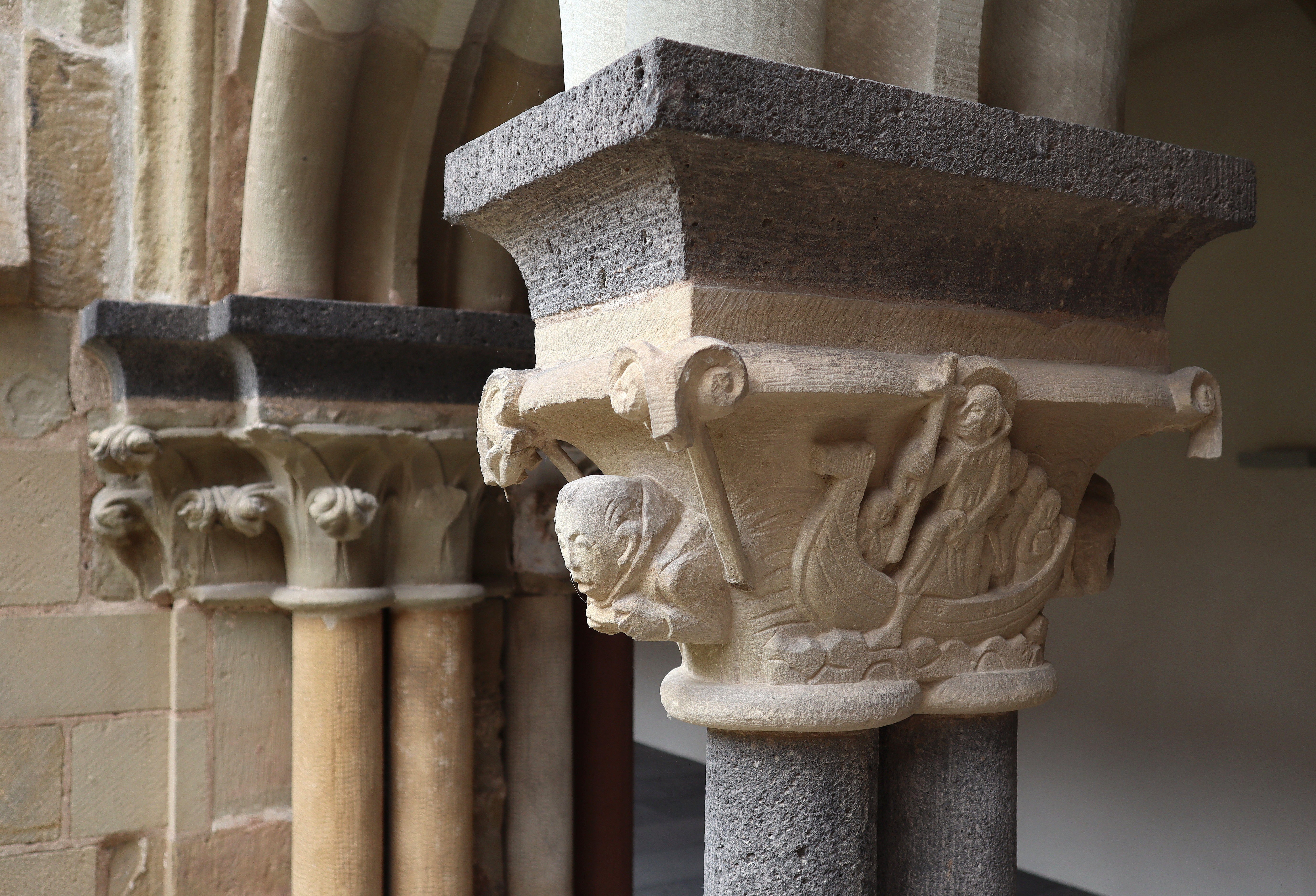
Der hl. Augustinus landet in England

Am 13. Juli 2007 gründete der Trierer Konvent eine Stiftung mit dem Ziel, den Fortbestand der Abtei, insbesondere aber auch die Sanierung des Kreuzgangs sicherzustellen. Zu Mitgliedern des Kuratoriums wurden neben Vertretern des Ordens namhafte Persönlichkeiten unter dem Vorsitz des ehemaligen Oberbürgermeisters Helmut Schröer berufen. Es folgten eine große Zahl an Veranstaltungen, um die geschätzten Renovierungskosten von über vier Millionen Euro aufzubringen. Parallel zur Beschaffung der finanziellen Mittel begann die Sanierung und teilweise Rekonstruktion der Bausubstanz, die durch aufsteigende Feuchtigkeit und salzbelastetes Mauerwerk erheblich in Mitleidenschaft gezogen war. Am Samstag, dem 2. Oktober 2021, wurde der Kreuzgang von St. Matthias offiziell eingeweiht. Bis auf den Nordflügel erstrahlten drei restaurierte Flügel in neuem Glanz. Bei den regelmäßig stattfindenden Tagen der offenen Tür findet der Kreuzgang regen Zuspruch der Bevölkerung.
Als vorerst letzte Aufgabe der Stiftung bleibt die Sanierung des Nordflügels, der bisher mit Stützbalken vor dem Einsturz gesichert ist. Geplant ist unter anderem ein neues Dach auf einer leichten Stahlkonstruktion mit runden Stützen. Für die Baumaßnahme wird ein Kostenrahmen von 850.000 Euro veranschlagt.

### Schritte der Restaurierung

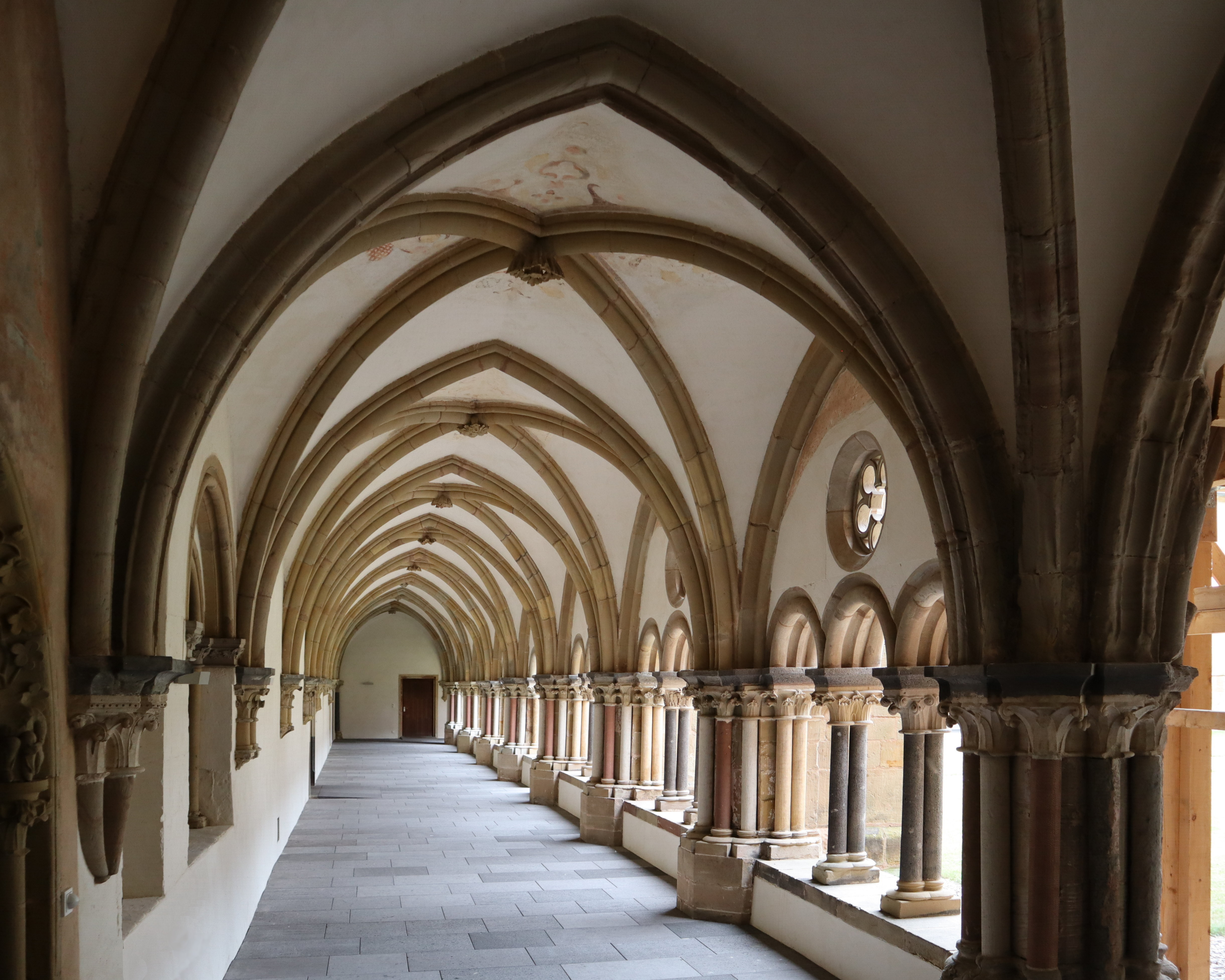
Der restaurierte Ostflügel
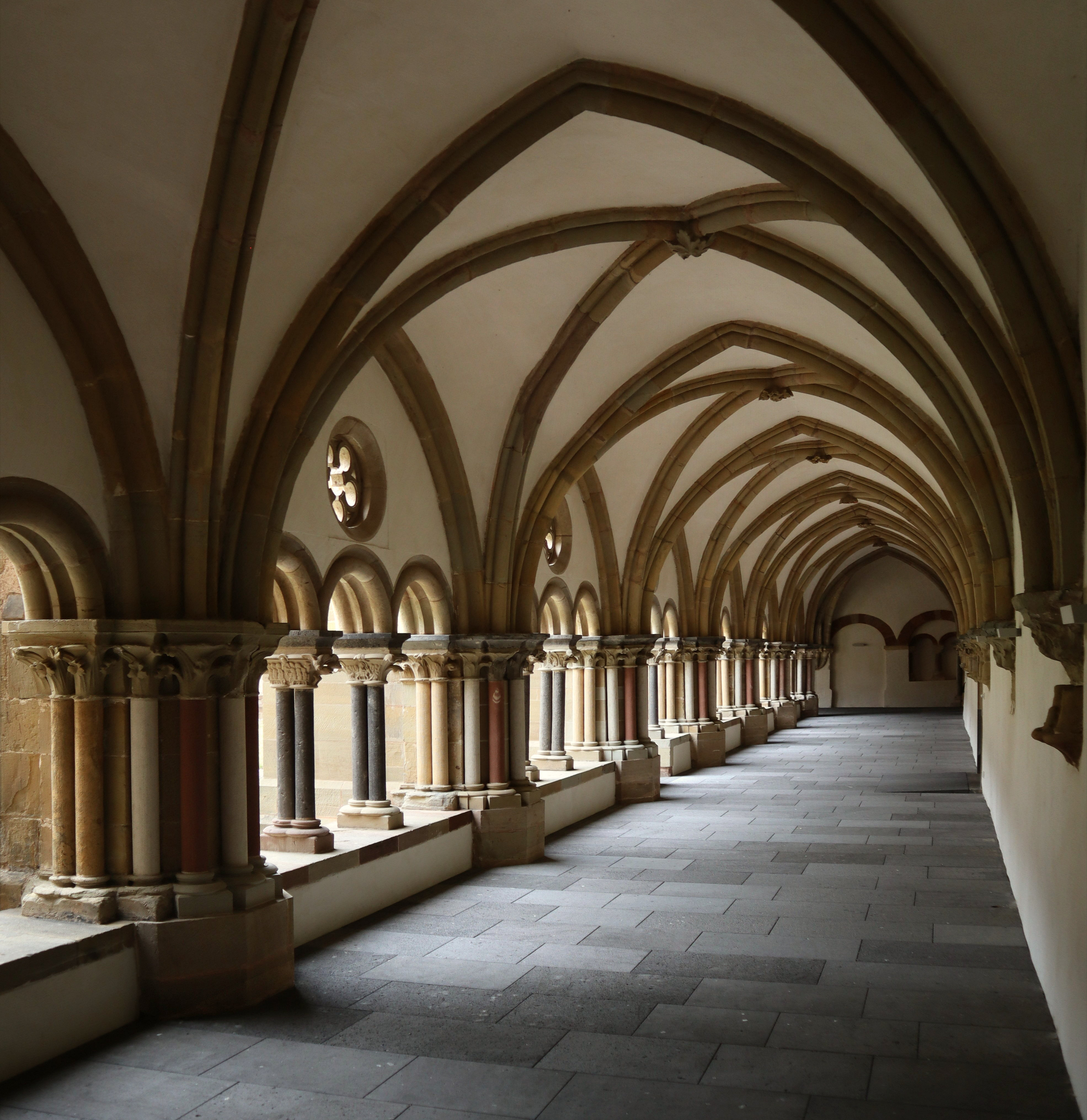
Der restaurierte Westflügel
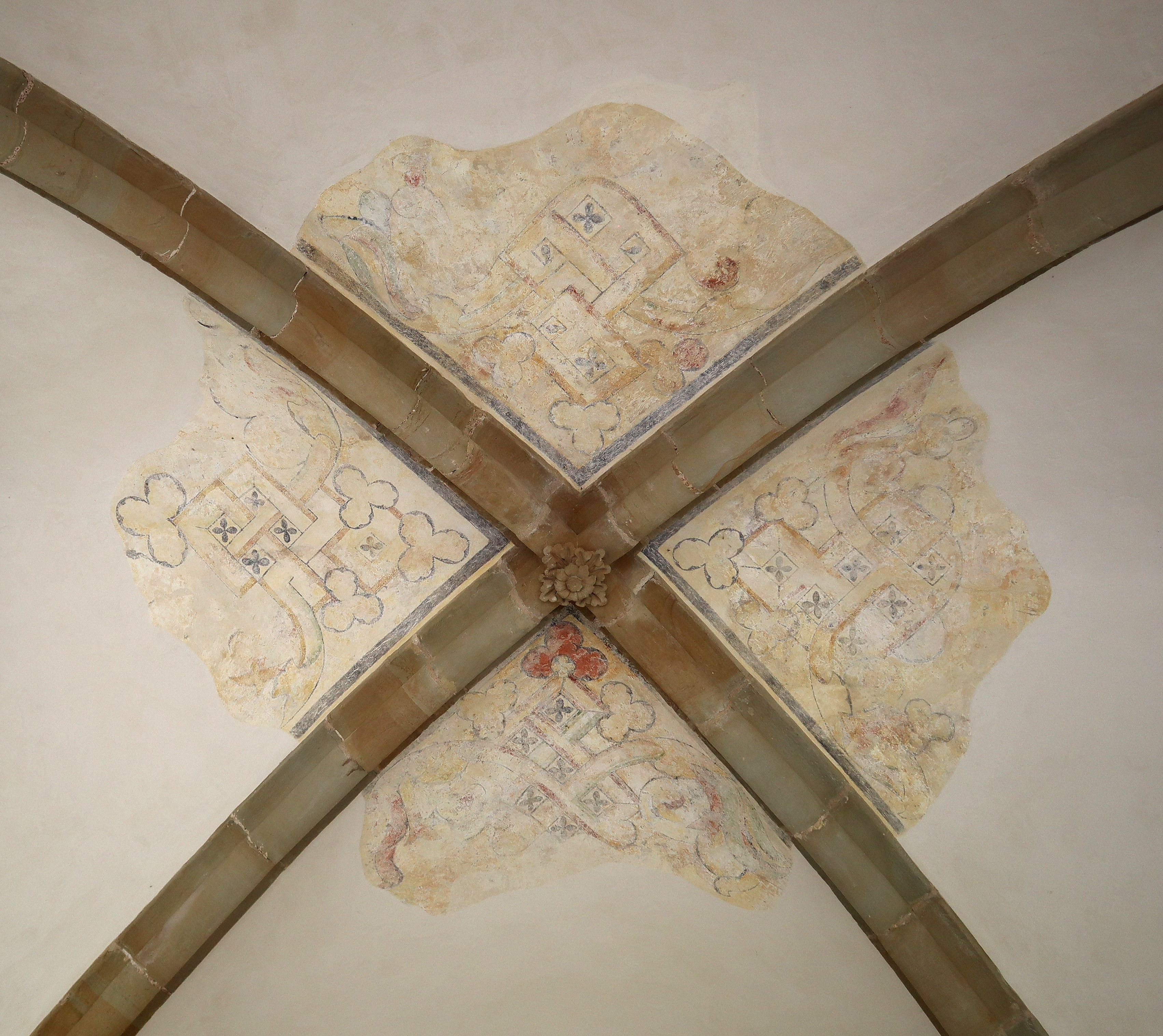
Reste eines mittelalterlichen Deckenfreskos
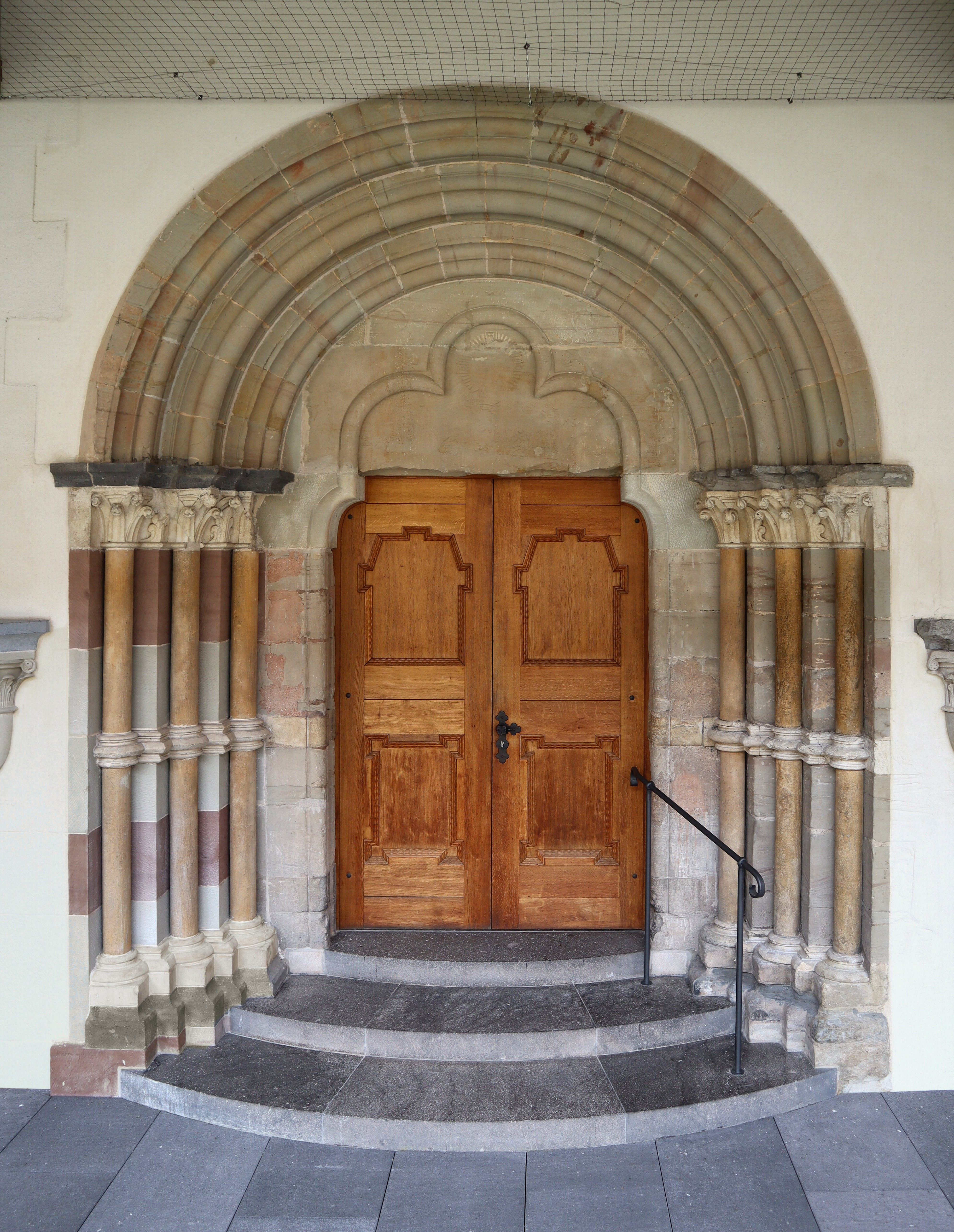
Restauriertes Portal vom Nordflügel zur Sakristei
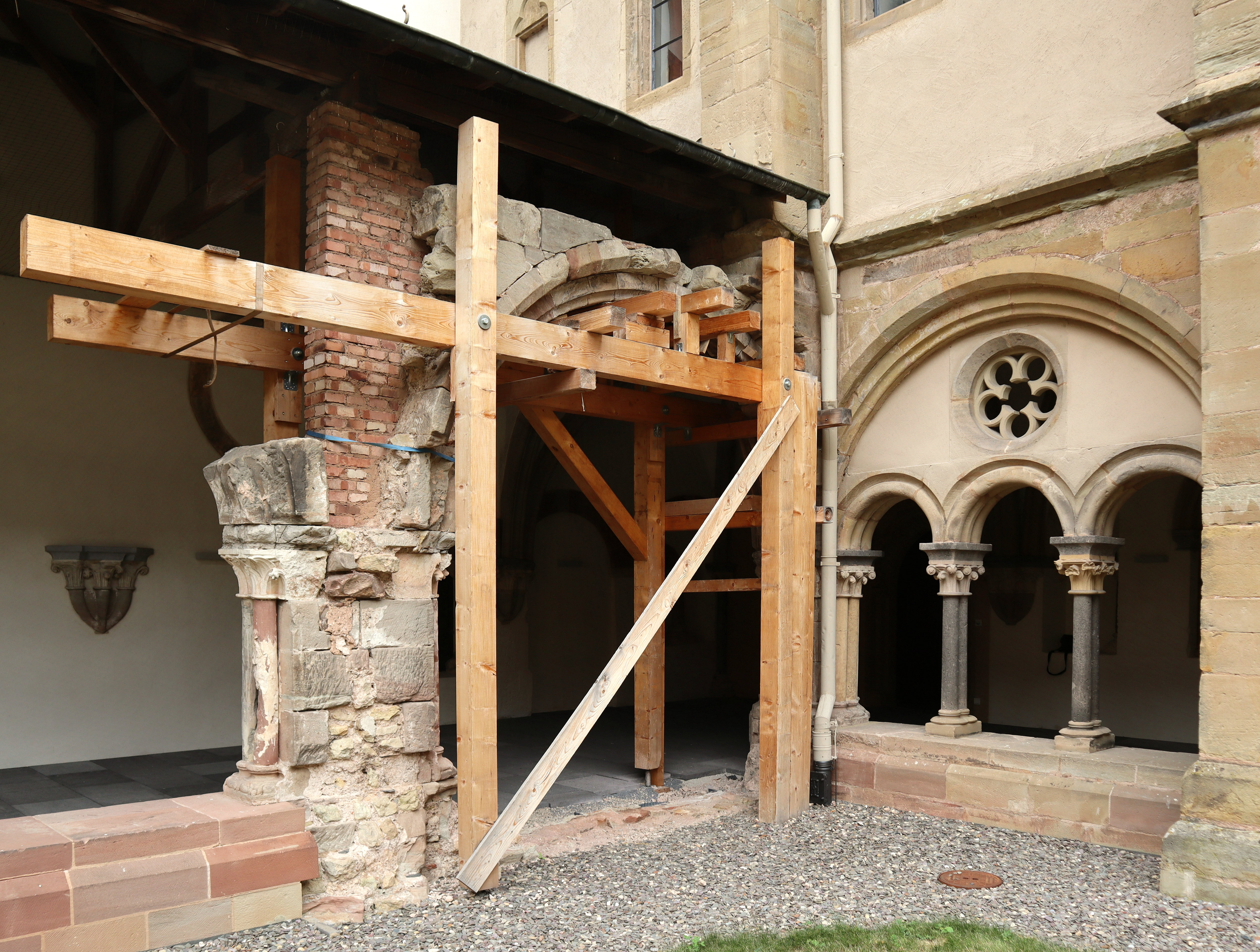
Der noch unrestaurierte Nordost-Bogen
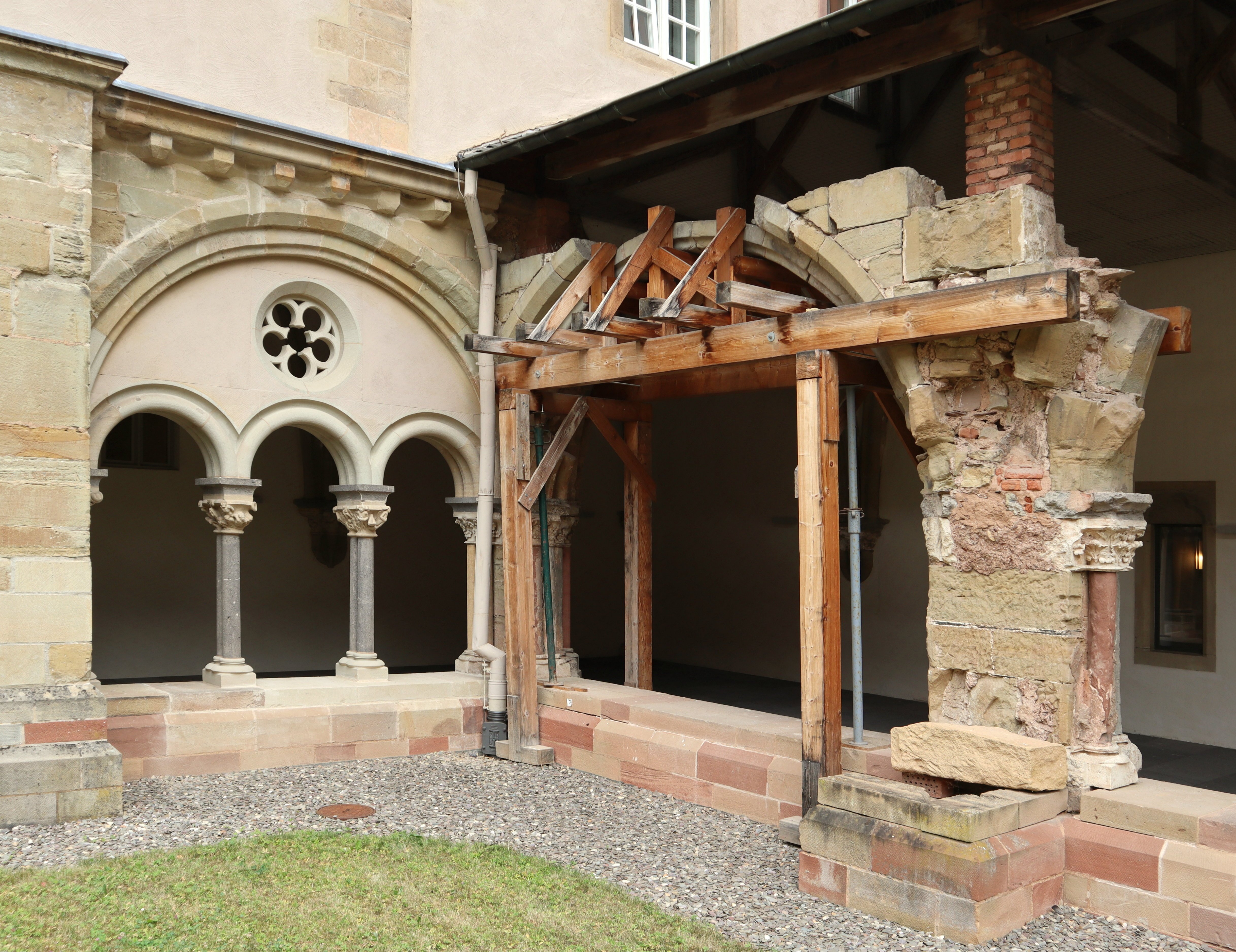
Der noch unrestaurierte Nordwest-Bogen